# Plutonaster fragilis
Plutonaster fragilis är en sjöstjärneart som beskrevs av H.E.S. Clark 1970. Plutonaster fragilis ingår i släktet Plutonaster och familjen kamsjöstjärnor.
Artens utbredningsområde är havet kring Nya Zeeland. Inga underarter finns listade i Catalogue of Life.